# 2010年キルギス騒乱
2010年キルギス騒乱（2010ねんキルギスそうらん）とは2010年4月6日、中央アジアのキルギス共和国でクルマンベク・バキエフ政権の退任を求める野党支持者が起こした反政府運動に端を発した政変である。

## 暴動の経緯

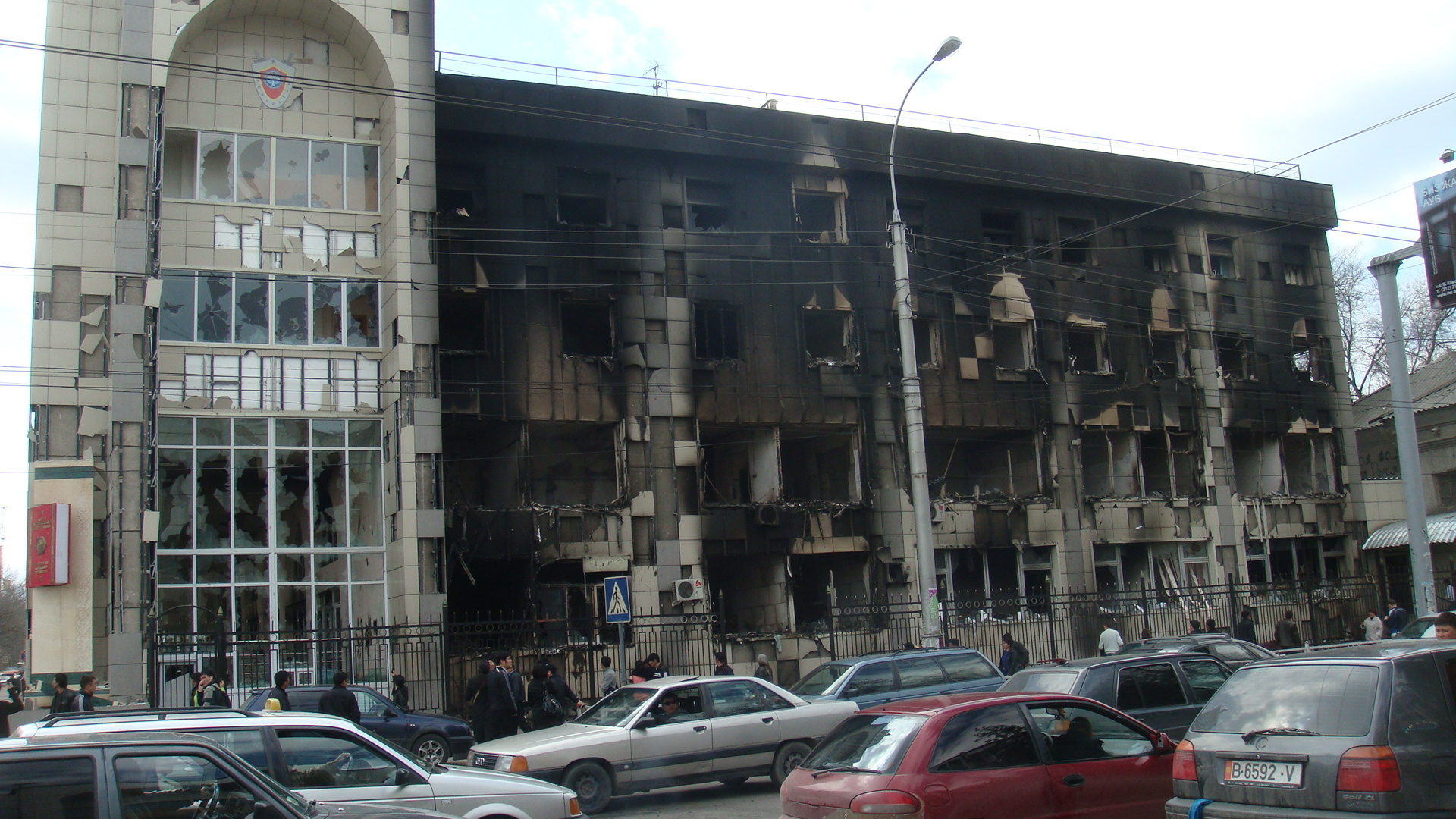
2010年4月8日撮影。デモの最中に放火され、火災に遭った検察庁の鎮火後の姿。

2010年4月6日、野党「社会民主党」首脳が拘束されたことに対する抗議集会が、北部の都市タラスで開かれた。翌日7日、首都ビシュケクに飛び火し、野党勢力を中心とする数千人規模の反大統領デモが勃発。政府軍側の発砲により大規模な武力衝突となり、死者は少なくとも75人、負傷者は1000人以上に達した。野党勢力は内務省や国家治安局、国営テレビ局などを占拠した。翌日8日、クルマンベク・バキエフ大統領は南部ジャララバードへ逃亡、北部を中心に軍、治安機構を掌握した野党勢力は議会を解散し、元外相のローザ・オトゥンバエヴァを首班に臨時政府樹立を宣言した。
野党勢力や国民が不満を爆発させたのは、大統領が2010年3月下旬の議会演説で「国際社会は選挙と人権を基盤とする民主主義のモデルの欠点を指摘している」との考えを表明したことがきっかけとなったと見られている。また、潘基文国際連合事務総長が暴動の一週間前にキルギスを訪れた際、同国の人権状況を批判したことも反政府運動に弾みをつけたとされる。
キルギスは強権的な政権が多い中央アジアでは珍しく、インターネットの閲覧や政治集会を開くことについて比較的自由な社会であり、そのことが反政府運動を強める土台になった。国民の中には、5年前の政権打倒という「成功体験」が残されていたとも考えられる。その一方で旧ソ連諸国に典型的な、権力者が自身や周囲の利益を重んじる傾向が強く、アスカル・アカエフ元大統領のそうした面を攻撃していたバキエフ大統領も就任後は、長男マラートを情報機関、次男マクシムを経済開発・投資機関の幹部に据えた。マクシムが最近民営化された通信会社や電気会社を支配下に収めた際、電力の大幅な値上げによる経済不安が生じたため、野党や国民から批判の対象となっており、これが反政府運動の引き金の一つとなった。
また、2007年のバキエフ大統領による議会解散後の総選挙の際にキルギス議会では大統領派の「輝く道」が圧勝し、8割近くの議席を占めたが、公然と選挙違反が行われたと多くの国民は考えており、野党勢力を中心に大規模な抗議集会が勃発するなど、政治と経済の両面から不満がくすぶり続けていた。
一方、英デイリー・テレグラフは、キルギスの多くの家族がロシアで働く家族からの仕送りに依存していたが、ロシアが経済危機のため生活水準が急落し、それが社会的不安を誘発したとの見方を示した。
今回の政変劇には国内の地域事情も要因になっていると見られている。同国は南北の地域対立が激しく、南部ジャララバード出身のバキエフは同地域の権益代弁者とみられてきた。今回の争乱は北部勢力が権力の掌握を目指して、反政府運動に加担した側面もあると見られる。なお、オトゥンバエヴァ自身はバキエフの逃亡先である、南部のオシ出身である。北大西洋条約機構の対アフガニスタン戦略の重要な拠点としてアメリカ軍基地を持つ一方で、独立国家共同体の一員としてロシア連邦軍基地を持つなど、キルギスをめぐる国際情勢は複雑である。

## 事態の推移
ローザ・オトゥンバエヴァは、英国放送協会に対し、新しい国防相、内相を任命したとし、ロイター通信に「今後半年間で憲法を起草し、自由・公正な選挙の条件を整える」と述べた。オトゥンバエヴァは2005年、アスカル・アカエフ大統領（当時）による選挙不正を訴える抗議行動をクルマンベク・バキエフとともに主導し、政権交代後は外相代行になったが、バキエフの強権政治を批判して政権から離れていた。
臨時政府には、ほかにオムルベク・テケバエフ元国会議長、野党「アクシュムカル」（白鷹）のテミール・サリエフ党首ら14人で合流した。野党勢力はマナスにあるアメリカ軍基地の撤退を求めており、今後は親露路線を取ると見られる。ロシアのウラジーミル・プーチン首相は「バキエフ大統領は、5年前の『チューリップ革命』で追い出された前大統領と同じ誤りをした」と批判した。
今後はオトゥンバエヴァ元外相を軸に新政権作りが進むとみられるが、バキエフ大統領の辞任が確定していないうえ、野党も一枚岩ではないことから、政権樹立の行方は混沌としている。
オトゥンバエヴァは、ビシュケクを脱出したバキエフ大統領が出身地の南部ジャララバードで支持者を集めていると非難し、自発的な退任を要求。一方、AP通信によるとバキエフは同日、地元通信社「24kg」に電子メールで送った声明で、辞任を拒否する考えを表明した。
キルギス臨時政府は9日、バキエフ大統領の弟で、大統領警護局長官を務めていたジャヌィベクを指名手配したことを明らかにした。ジャヌィベクは、首都ビシュケクで7日に起きた衝突の際、デモ隊への発砲を警察に命じたとされており、臨時政府は多数の死傷者が発生した責任を追及すると見られる。
ロイター通信によれば臨時政府を樹立した野党勢力の指導者の一人テケバエフは8日、バキエフ大統領の追放にロシアが役割を果たした」と述べた。ロシアは関与を否定しているが、他国に先駆けて臨時政府を事実上承認しており、議論を呼んでいる。
同通信によるとテケバエフは、大統領の追放を「ロシアが喜んでいる」と語り、このためアメリカ軍がアフガニスタンへの物資輸送拠点に使っているマナス空軍基地も「アメリカ軍の駐留期間が短くなる可能性が高い」と語った。同通信はまた、米露首脳会談のためプラハにいるロシア高官が「キルギスにはロシア連邦軍基地だけがあればよい。バキエフはアメリカ軍基地を排除する約束を守らなかった」と語ったと伝えた。
「臨時政府」首班のオトゥンバエヴァ元外相は8日、ロシアの民放ラジオ「モスクワのこだま」との電話インタビューで、プーチン首相が支援を約束したと感謝を表明し、協議のため同志のアルマズベク・アタンバエフ元首相をモスクワに派遣すると語った。
プーチン首相は7日の会見で「ロシアは今回の暴動には一切関係がない」と関与を否定している。

## バキエフの首都逃走後
4月8日に首都ビシュケクから逃走したバキエフは当初カザフスタンに亡命するとみられたが、キルギス南部のジャララバードへと入って反撃の機をうかがった。ジャララバード州、オシ州、バトケン州の3州は政変の当初バキエフ派の影響力下にあったが、少数民族のウズベク人などの反バキエフ派が勢いづき、やがてバキエフ派の政治家たちもバキエフを見放し、バキエフの持つ麻薬利権の分配に走りだした。
ロシアやアメリカ合衆国もバキエフを見放す中、4月15日、オシで開かれるはずであったバキエフ派集会が失敗に終わったことでバキエフは国外逃亡を決め、ジャララバードからカザフスタンの軍用機で一旦カザフスタンへと逃れて現地で大統領辞任を表明し、20日にベラルーシに亡命した。
だがバキエフの一族はなお復権をあきらめず、6月に予定された国民投票を実力で阻止するべく、5月にキルギス南部で暴動を起こした。これに対しオトゥンバエヴァは5月19日に自身の臨時大統領就任を発表し、南部の暴動の鎮圧にひとまず成功した。しかしこの中でキルギス人と、政治的に劣位におかれてきたウズベク人との間の民族対立が先鋭化し、6月の民族衝突へとつながる。

## 6月の民族衝突
5月ごろ、一本の音声動画がYouTubeにアップされた。その内容はバキエフの二男マクシムと弟ジャヌィベクと思われる人物が、ならず者を集めて軍警察の制服を着せ、暴動を起こさせる算段について相談しているものだった。
6月10日、オシ市内のカジノで起きたキルギス人とウズベク人の衝突を機に、警察も抑えられない程の暴動がオシ市内で発生した。11日になると市内のウズベク人居住区がキルギス人暴徒に襲われ、ウズベク人側を中心に性別年齢を問わず大きな被害が出た。12日になるとオシに隣接するウズベキスタンからウズベキスタン軍がやってくるとの噂が流れ（実際には来なかった）、キルギス人暴徒は逃走してオシの暴動は沈静化に向かった。一方でジャララバードでも民族衝突が発生したが、14日中にはキルギス南部の民族衝突はほぼ終息した。
後にキルギス暫定政府は国内調査委員会と外国の国際調査委員会に、暴動について調査させたが、両者の結論は大きく食い違った。国内調査委員会は衝突の責任をウズベク人側に帰した。一方で国際調査委員会側はオシ現地の官憲がキルギス人側の暴徒に深く関与し、また暴動の際にウズベク人を違法に虐待したとしている。両者の溝は埋まらないまま、2011年1月に政府は調査を打ち切った。

## その後
6月の暴動事件はビシュケクの暫定政権の威信を大きく傷つけると共に、キルギス南部に割拠する旧バキエフ派エリートの健在を示す事となった。オシ市長メリス・ミルザクマートフ（Melis Myrzakmatov）は暴動についての調査を妨害した上、暫定政権への反乱に言及してローザ・オトゥンバエヴァ暫定大統領からの首都召喚命令を拒否した。
6月27日の国民投票により暫定政権と改正憲法は承認されたものの、10月の国会総選挙では旧バキエフ派からなるアタ・ジュルト党が与党を抑えて僅差ながら第一党となっている。
バキエフ次男のマクシムはイギリスへ亡命を求めたものの、2012年にロンドン市内で逮捕されている。

## 各国の対応
- ロシア - ロシアのウラジーミル・プーチン首相は2010年4月8日にローザ・オトゥンバエヴァと電話で会談し、野党勢力が樹立した政府を同国の正式な政府代表と見なす旨を告げ、ロシアがキルギスに人道支援を行う用意があると述べた。ロシアの複数の国営メディアは、ニコライ・マカロフ参謀総長が「ドミートリー・メドヴェージェフ大統領は空挺部隊を2個中隊派遣することを決定した」と述べたと伝えた。同参謀総長は「約150人の兵士がカントに到着した」としている。キルギスのカントにはロシアの空軍基地がある[9]。

- アメリカ合衆国 - 野党勢力は当初、キルギス国内にあるアメリカ軍マナス基地の閉鎖を求めており、アメリカ合衆国側は憂慮の意を示していたが、オトゥンバエヴァは、同基地が継続使用されるとの見通しを示した。フィリップ・クローリー米国務次官補（広報担当）は8日の記者会見で、キルギスでクルマンベク・バキエフ大統領の辞任を求めてデモを主導した野党勢力が全権掌握を宣言したことについて、「我々は両陣営と対話を行っている」と述べ、当面は事実上中立の立場を取る方針を示した。一方、国防総省当局者は8日、今回の政情不安により、マナス基地の運用を一部制限していることを明らかにした[10]。

- 欧州連合 - 欧州連合（EU）は「安定化へ向けた兆候を歓迎する」として支援を表明し、暫定政権を事実上承認する動きを示している。